# Каттанео делла Вольта, Леонардо
Леонардо Катанео делла Вольта (итал. Leonardo Cattaneo della Volta; Генуя, 1487 — Генуя, 1572) — дож Генуэзской республики.

## Биография
Сын Анджело Катанео делла Вольта и Марии Катанео ди Квилико, родился в Генуе около 1487 года.
Его благородная фигура упоминается в генуэзских анналах как покровитель бедных во время мощного голода, поразившего республику. Леонардо был поставлен во главе Магистрата по делам бедных, который занялся строительством многочисленных общественных зернохранилищ, обеспечив тем самым продовольствием примерно четыре тысячи малообеспеченных жителей.
Первым значимым постом. который занимал Леонардо, был пост прокурора (1533). В 1534 году дож Баттиста Ломеллини назначил его наместником Корсики. По возвращении в Геную в 1535 году он получил пост губернатора Корсики и отбыл обратно на остров еще на два года. 
По разным историческим мнениям, именно его деятельность по ликвидации последствий голода, по сути принес Леонардо победу на выборах дожа 1541 года. Он получил поддержку 268 избирателей и стал 52-м дожем в истории Генуи.

### Правление и последние годы
Во время пребывания на посту дожа Леонардо способствовал строительству стен у ворот Рorte dell'Arco, работ в башне Гримальдина, Дворце Дожей и генуэзском порту, пожертвовав на эти нужды около 500 золотых крон из собственной казны. Но он также был вынужден иметь дело с новым голодом, который охватил Геную и остальную часть Италии в 1541 году. Для того, чтобы получить новые сельскохозяйственные ресурсы, дож заключил договор с французами, отправив к королю Франции двоих послов.
После окончания своего мандата Леонардо в 1543 году вернулся в свой роскошный дворец у церкви Сан-Торпете. В 1547 году разгорелся знаменитый «заговор Фиески» против Республики, и Леонардо по приказу дожа Бенедетто Джентиле, вместе с бывшим дожем Кристофоро Россо Гримальди, возглавил отряд, направленный в замок Монтоджо против забаррикадировавшихся в нем лидеров заговора.
В 1548 году, вновь вместе с Гримальди, он участвовал в реконструкции порта Савоны. Леонардо умер в Генуе в 1572 году и был похоронен в церкви Сан-Торпете.